# 松尾茂樹
松尾 茂樹（まつお しげき）は、日本の編集技師である。

## 主な作品

### テレビドラマ
- ふぞろいの林檎たちⅣ（1997年）TBS
- 職員室 (1997年) TBS
- 最後の恋(1997年) TBS
- 青い鳥 (1997年) TBS
- まかせてダーリン(1998年) TBS
- Sweet Season (1998年) TBS
- 先生知らないの? (1998年) TBS
- ランデヴー (1998年) TBS
- あきまへんで! (1998年) TBS
- 天国に一番近い男(1999年) TBS
- 魔女の条件 (1999年）TBS
- 独身生活 (1999年) TBS
- 3年B組金八先生 第5シリーズ (1999年) TBS
- 君が教えてくれたこと (2000年) TBS
- 教習所物語 (2000年) TBS
- 天国に一番近い男(教師編) (2001年) TBS
- 世界で一番熱い夏(2001年) TBS
- 3年B組金八先生 第6シリーズ (2001年) TBS
- 渡る世間は鬼ばかり (2002年) TBS
- おとうさん(2002年) TBS
- GOOD LUCK!!（2003年）TBS
- きみはペット (2003年) TBS
- さとうきび畑の唄 (2003年) TBS
- マンハッタンラブストーリー(2003年) TBS
- 砂の器（2004年）TBS
- 御宿かわせみ 第二章(2004年)NHK
- ビー・バップ・ハイスクール (2004年）TBS
- 3年B組金八先生 第7シリーズ (2004年) TBS
- 幸せになりたい! (2005年) TBS
- 広島 昭和20年8月6日 (2005年) TBS
- 恋の時間(2005年) TBS
- おいしいプロポーズ(2006年) TBS
- 華麗なる一族 (2007年) TBS
- 冗談じゃない!(2007年) TBS
- 山田太郎ものがたり(2007年) TBS
- 3年B組金八先生 第8シリーズ (2007年) TBS
- 猟奇的な彼女(2008年) TBS
- 流星の絆 (2008年) TBS
- ラブ♥シャッフル(2009年) TBS
- ぼくの妹(2009年) TBS
- 小公女セイラ (2009年）TBS
- バーテンダー (2011年) テレビ朝日
- 生まれる。(2011年) TBS
- ジウ 警視庁特殊犯捜査係(2011年) テレビ朝日
- 11人もいる！(2011年）テレビ朝日
- Wの悲劇 (2012年) テレビ朝日
- みをつくし料理帖 (2012年) テレビ朝日
- 大奥〜誕生［有功・家光篇］(2012年) TBS
- 空飛ぶ広報室 (2013年) TBS
- NHKスペシャル NEXT WORLD 私たちの未来（2015年）NHK
- サムライせんせい(2015年) テレビ朝日
- 重版出来!（2016年）TBS
- はじめまして、愛しています。(2016年)テレビ朝日
- 逃げるは恥だが役に立つ（2016年）TBS
- カルテット (2017年) TBS
- 犯罪症候群 Season1 (2017年)東海テレビ
- 犯罪症候群 Season2 (2017年)WOWOW
- 脳にスマホが埋められた！(2017年)読売テレビ
- 監獄のお姫さま（2017年) TBS
- 花のち晴れ〜花男 Next Season〜(2018年) TBS
- あまんじゃく 元外科医の殺し屋が医療の闇に挑む！(2018年)テレビ東京
- 大恋愛〜僕を忘れる君と (2018年) TBS
- わたし、定時で帰ります。(2019年) TBS
- Heaven? 〜ご苦楽レストラン〜 (2019年) TBS
- G線上のあなたと私 (2019年) TBS
- 逃げるは恥だが役に立つ ガンバレ人類！新春スペシャル!! (2021年) TBS
- 俺の家の話 (2021年)TBS
- リコカツ (2021年)TBS
- プロミス・シンデレラ(2021年)TBS
- 婚姻届に判を捺しただけですが(2021年)TBS
- 100万回 言えばよかった(2023年)TBS
- 坂の上の赤い屋根(2023年)WOWOW
- 不適切にもほどがある！(2024年)TBS
- 終りに見た街．．(2024年)テレビ朝日

### 劇場公開映画
- ヒートアイランド（2007年）
- 映画 クロサギ（2008年）
- 大奥〈男女逆転〉（2010年）
- 岳-ガク-（2011年）
- 大奥〜永遠〜［右衛門佐・綱吉篇］（2012年）

### VOD作品
- 離婚しようよ (2023年)Netflix